# Persona 4 Arena
Persona 4 Arena (P4A), känt som Persona 4 - The Ultimate in Mayonaka Arena (ペルソナ4 ジ・アルティメット イン マヨナカアリーナ Perusona Fō Ji Arutimetto In Mayonaka Arīna?) i Japan, är ett datorspel i genrerna fightingspel och visuell roman, som utvecklades av Atlus-studion P Studio och Arc System Works till arkadmaskiner, och till spelkonsolerna Playstation 3 och Xbox 360. Konsolversionerna släpptes i Japan den 26 juli 2012, i Nordamerika den 7 augusti 2012, och i Europa den 10 maj 2013. Arkadversionen har bara släppts i Japan.
Spelet är det första spel till Playstation 3 som är regionskodat, vilket innebär att exemplar av det enbart går att spela på konsoler tillhörande samma region som spelet.

## Handling
Spelet utspelar sig två månader efter händelserna i Shin Megami Tensei: Persona 4 och två år efter The Answer i Shin Megami Tensei: Persona 3, och inkluderar figurer från båda spelen.

## Musik
| 1.           | Best Friends                                    | 3:49  |
| 2.           | The Ultimate                                    | 1:11  |
| 3.           | Best Friends -instrumental-                     | 1:42  |
| 4.           | The Fighter                                     | 0:13  |
| 5.           | Sparks Fly                                      | 0:13  |
| 6.           | Reach Out To The Truth -in Mayonaka Arena-      | 2:19  |
| 7.           | The Junes Hero                                  | 3:26  |
| 8.           | Like The Dragon                                 | 4:57  |
| 9.           | Princess Amagi-ya                               | 2:07  |
| 10.          | A Pure-Hearted Beast                            | 2:44  |
| 11.          | Kuma Kuma Circus!                               | 2:26  |
| 12.          | Seeker Of Truth                                 | 2:14  |
| 13.          | Heartful Cry -in Mayonaka Arena-                | 3:07  |
| 14.          | Missions For The Brilliant Executor             | 2:21  |
| 15.          | The Wandering Wolf                              | 3:15  |
| 16.          | Spirited Girl                                   | 4:01  |
| 17.          | The Ultimate -Stage Edit-                       | 2:00  |
| 18.          | Shadows Of The Labyrinth                        | 3:50  |
| 19.          | Who Goes?                                       | 0:08  |
| 20.          | Don't Give Up!                                  | 0:42  |
| 21.          | The Winner                                      | 0:31  |
| 22.          | Subete no Hito no Tamashii no Uta -TV Sign-Off- | 0:26  |
| 23.          | NOW I KNOW                                      | 5:46  |
| Total längd: | Total längd:                                    | 53:41 |